# جاك ماكدويل
جاك ماكدويل (بالإنجليزية: Jack McDowell)‏ هو لاعب كرة قاعدة أمريكي، ولد في 16 يناير 1966 في فان نويس في الولايات المتحدة.

## وصلات خارجية
- جاك ماكدويل على موقع دوري كرة القاعدة الرئيسي (الإنجليزية)
- جاك ماكدويل على موقعبيزبول رفرنس.كوم (الدوري الرئيسي) (الإنجليزية)
- جاك ماكدويل على موقعبيزبول رفرنس.كوم (الدوري الثانوي) (الإنجليزية)
- جاك ماكدويل على موقع إي إس بي إن.كوم (أم.أل.بي) (الإنجليزية)
- جاك ماكدويل على موقع مشجعي الرسوم البيانية (الإنجليزية)